# Mühlgraben (Burgenland)
Mühlgraben ist eine Gemeinde mit 385 Einwohnern (Stand 1. Jänner 2024) im Bezirk Jennersdorf im Burgenland, Österreich. Der ungarische Ortsname der Gemeinde ist Malomgödör.

## Geografie

### Geografische Lage
Die Gemeinde liegt im südlichen Burgenland am Dreiländereck zwischen Österreich, Ungarn und Slowenien. Die Ortschaft hat eine Fläche von 555 ha und liegt in etwa 300 bis 392 m Höhe über Normalnull. Mühlgraben ist der einzige Ort in der Gemeinde. Ortsteile sind Bachauer, Deutscheck, Feldanergraben, Theresienberg, Tostlereck und Tostlerkogel.
| Fehring, Steiermark SO     |                                             | Sankt Martin an der Raab |
|                            | Kompassrose, die auf Nachbargemeinden zeigt |                          |
| Kapfenstein, Steiermark SO | Neuhaus am Klausenbach                      | Minihof-Liebau           |

## Geschichte
Mühlgraben, vor 1921 „Malomgódór“ genannt, war bis 1970 eine selbständige Gemeinde. Von 1971 bis 1992 war die Gemeinde Teil der Gemeinde Neuhaus am Klausenbach. Aus einem Siedlungsbuch geht hervor, das der Ort erstmals 1387 mit dem Namen „Mechnuk“ genannt wurde. Der Ortsname verdankt seine Entstehung vermutlich einem Rinnsal, an dem eine Mühle stand. Weitere Namen sind im Siedlungsnamensbuch zu finden: 1555 „Milihgrom“, 1660 „Melgrob“, 1698 „Milgrom“ und seit 1751 „Mühlgraben“ (Urbar von Neuhaus am Klausenbach).
Im Jahre 1958 wurde in Mühlgraben mit dem Bau einer Volksschule begonnen, die bereits ein Jahr später fertiggestellt war. Erst mit diesem Moment begann das gesellschaftliche Zusammenwachsen innerhalb der Gemeinde; früher waren die Kinder des Ortes in den Schulen der umliegenden Gemeinden unterrichtet worden. 1973 wurde in Mühlgraben mit dem Bau eines Sportplatzes begonnen. Im Jahre 1985 entstand die Kindergartengruppe Mühlgraben als Teil des Kindergartens Neuhaus am Klausenbach. 1991 wurde der Kindergartenbetrieb wieder eingestellt. Diese Maßnahme war wohl letztendlich der Anlass für eine neuerliche Trennung von der Großgemeinde Neuhaus. Auf Initiative des Elternvereines wurde der Kindergarten umgebaut und noch im Herbst desselben Jahres als Privatkindergarten wieder eröffnet. Nach der Gemeindetrennung übernahm die Gemeinde wieder den Betrieb. Seit Jänner 2003 hat die Gemeinde nach vormaliger Verwaltungsgemeinschaft mit Neuhaus am Klausenbach auch wieder ihre eigene Gemeindeverwaltung inne (inklusive Standesamt). 2018 hatte die Gemeinde Mühlgraben acht Beschäftigte und einen Etat von 850.000 Euro.

### Religion
Die Einwohner von Mühlgraben sind zu 53 % Protestanten und zu 40 % Katholiken.

## Kultur und Sehenswürdigkeiten
- Wildwechselweg, ein interaktiver Naturerlebnisweg für Jung und Alt.

## Wirtschaft und Infrastruktur

Blick auf den Ort Mühlgraben von Südwesten

Früher waren die Menschen in Mühlgraben größtenteils in Landwirtschaft und Viehzucht beschäftigt. Mittlerweile hat sich Mühlgraben zu einer Arbeitnehmergemeinde entwickelt, wobei der größte Teil nach außerhalb pendeln muss. Parallel dazu hat sich Kleingewerbe angesiedelt.
1993 war die Gemeinde Preisträger im Bewerb „Jugendfreundlichste Gemeinde des Burgenlandes“.

## Politik

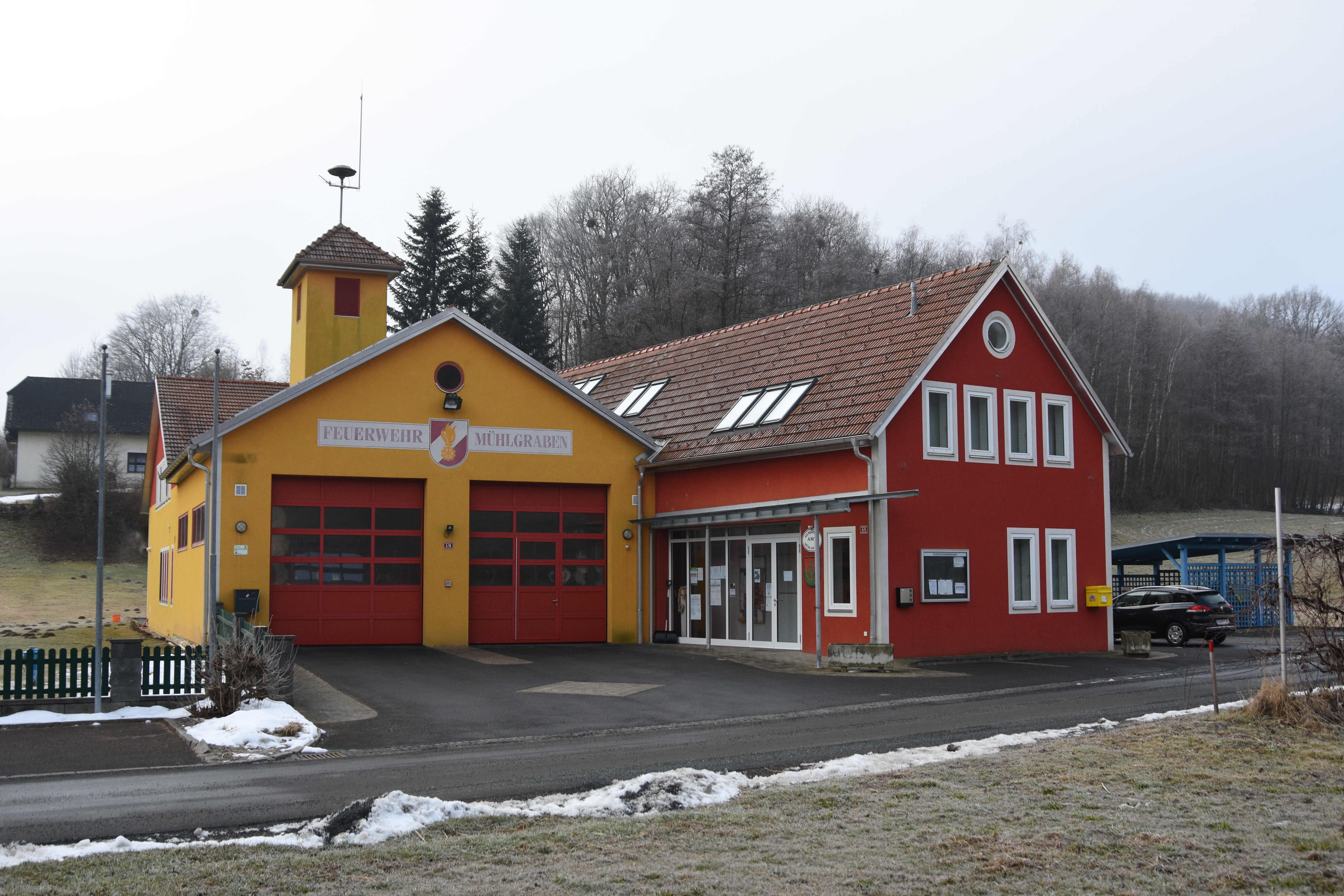
Gemeindeamt (rechts) und Feuerwehrhaus Mühlgraben

### Gemeinderat
Der Gemeinderat hat 11 Mitglieder.
- Mit den Gemeinderatswahlen im Burgenland 1997 hatte der Gemeinderat folgende Verteilung: 8 SPÖ und 3 ÖVP.[3]
- Mit den Gemeinderatswahlen im Burgenland 2002 hatte der Gemeinderat gleichbleibend folgende Verteilung: 8 SPÖ und 3 ÖVP.[3]
- Mit den Gemeinderatswahlen im Burgenland 2007 hatte der Gemeinderat gleichbleibend folgende Verteilung: 8 SPÖ und 3 ÖVP.[4]
- Mit den Gemeinderatswahlen im Burgenland 2012 hatte der Gemeinderat folgende Verteilung: 7 SPÖ, 2 ÖVP und 2 FPÖ.[5]
- Mit den Gemeinderatswahlen im Burgenland 2017 hatte der Gemeinderat folgende Verteilung: 8 SPÖ, 2 ÖVP und 1 BUM (Bürgerliste Unser Mühlgraben).[6]
- Mit den Gemeinderatswahlen im Burgenland 2022 hat der Gemeinderat folgende Verteilung: 9 SPÖ und 2 ÖVP.[7]

### Bürgermeister
- Michael Prem (bis 1910)
- Josef Holzmann (1910–1918)
- Karl Halb (1918–1933)
- Karl Holzmann (1933–1938)
- Franz Weber (1938–1945)
- Johann Lipp (1945–1946)
- Peter Gartner (1946–1950)
- Eduard Prem (1950–1958)
- Karl Knaus (1958–1962)
- Wilhelm Knaus (1962–1965)
- Karl Knaus (1965–1967)
- Franz Jud (1967–1970)
- Wilhelm Halb (1992–2002)[8]
- Reinhard Knaus (2002–2017)[8]
- Fabio Halb (2017–)[8]

Fabio Halb war 2017 der jüngste gewählte Bürgermeister Österreichs und ist der Neffe von Wilhelm Halb. Fabio Halbs Urgroßonkel war Karl Halb.

## Persönlichkeiten

### Ehrenbürger
- 2019: Gustav Jud (* 1952), Chorleiter[9][10]
- 2022: Wilhelm Halb (* 1952), Altbürgermeister[10]

### Mit der Gemeinde verbundene Persönlichkeiten
- Florian Jud (* 1993), österreichischer Snowboarder
- Sebastian Jud (* 1995), österreichischer Snowboarder